# Bulbophyllum wuzhishanense
Bulbophyllum wuzhishanense é uma espécie de orquídea (família Orchidaceae) pertencente ao gênero Bulbophyllum. Foi descrita por Xiao Hua Jin em 2005.